# 1796-os amerikai elnökválasztás
Az Amerikai Egyesült Államok alkotmányának előírása szerint 1796. november 4-től, péntektől december 7-ig, szerdáig az országban elnökválasztást tartottak. Ez az első alkalom, hogy politikai pártok versengtek egymással. A Föderalista Párt vezetője, John Adams hivatalban lévő alelnök legyőzte a Demokrata-Republikánus Párt vezetőjét, Thomas Jefferson korábbi külügyminisztert.
Miután a hivatalban lévő elnök, George Washington elutasította a harmadik ciklust, az 1796-os választás lett az első, amelyen pártok versengtek az elnökségért. A föderalisták Adamst, míg a demokrata-republikánusok Jeffersont támogatták, de mindkét párt több jelöltet is indított. A tizenkettedik alkotmánymódosítás 1804-es ratifikálása előtt érvényben lévő választási szabályok értelmében az elektori kollégium tagjai két-két személyt jelöltek az elnöki pozícióra. Az összes leadott szavazat többségével rendelkező személy lett az elnök, a második helyezett pedig az alelnök. Szavazategyenlőség esetén az elnököt a Képviselőház, az alelnököt pedig a Szenátus választotta meg.
A kampány során a föderalisták megpróbálták azonosítani a demokrata-republikánusokat a francia forradalom erőszakával, a demokrata-republikánusok pedig a föderalistákat az arisztokrácia támogatásával vádolták. A demokrata-republikánusok Adamst a föderalista Alexander Hamilton által kidolgozott politikával próbálták társítani, amely nagyban preferálta Nagy-Britanniát és a külpolitikában is elítélték a föderalistákat a Jay-szerződés miatt, amely ideiglenes békét kötött Nagy-Britanniával. A föderalisták támadták Jeffersont erkölcsi jelleme miatt, azt állítva, hogy ateista és hogy gyáva volt az amerikai függetlenségi háború alatt. Adams támogatói azzal is vádolták Jeffersont, hogy túl Franciaország-párti, ezt jól mutatja, amikor a francia nagykövet kínos helyzetbe hozta a demokrata-republikánusokat azzal, hogy nyilvánosan támogatta Jeffersont és megtámadta a föderalistákat közvetlenül a választás előtt. Az ellenségeskedés ellenére sem Adams, sem Jefferson nem kampányolt aktívan az elnökségért.  
Adamst 71 elektori szavazattal választották meg elnöknek, eggyel több, mint a győzelemhez szükséges 70 elektor. Adams elsöprő győzelmet aratott Új-Angliában és több más területen, mint a közép-atlanti államokban is jól szerepelt. Jefferson 68 elektori szavazatot kapott és alelnökké választották. A föderalista Thomas Pinckney volt dél-karolinai kormányzó 59 elektori szavazattal végzett, míg a demokrata-republikánus Aaron Burr szenátor 30 elektori szavazatot kapott. A fennmaradó 48 elektori szavazat kilenc jelölt között oszlott fel. A választással megalakult az első pártrendszer és viszály alakult ki a föderalista Új-Anglia és a demokrata-republikánus dél között.

## Jelöltek
Washington két ciklus utáni visszavonulásával mindkét fél először pályázott az elnöki posztra. A tizenkettedik alkotmánymódosítás 1804-es ratifikálása előtt minden választónak két személyre kellett szavaznia, de nem tudta jelezni, hogy melyikre elnöknek, melyikre alelnöknek szavazott. Ehelyett a legtöbb szavazatot kapott jelölt lesz elnök, a második helyezett pedig alelnök. Mindkét párt több elnökjelöltet is indított, abban a reményben, hogy a másik párt jelöltje nem lesz második. Így gyakorlatilag Adamst és Jeffersont is saját pártjuk több tagja is ellenezte. A terv az volt, hogy a párt főjelöltje eggyel több szavazatot kap, mint futótársa, aki elnyeri az alelnöki posztot.

### Föderalista jelöltek
A föderalisták jelöltje John Adams, az Egyesült Államok hivatalban lévő alelnöke, aki a függetlenségi háború idején egy vezető személyiség volt. A legtöbb föderalista vezető a kétszer is alelnöknek választott Adamst Washington természetes örökösének tekintették. Adams fő futótársa Thomas Pinckney, Dél-Karolina korábbi kormányzója volt, aki a San Lorenzoi szerződésről tárgyalt Spanyolországgal, mely során meghúzták az Egyesült Államok és a spanyol Florida közti határvonalat. Pinckney beleegyezett, hogy indul, miután számos pártvezető, köztük Patrick Henry se indult a versenyen. Közben Alexander Hamilton – aki folyamatosan Adamssel versengett a párt vezetéséért – a háttérben azon dolgozott, hogy Adams helyett Pinckney-t válasszák meg, meggyőzve a dél-karolinai Jefferson választókat, hogy második szavazatukat Pinckney-re adják le. Hamilton Jefferson helyett inkább Adamst részesítette előnyben és arra biztatta a föderalista választókat, hogy szavazzanak Adamsre és Pinckney-re.

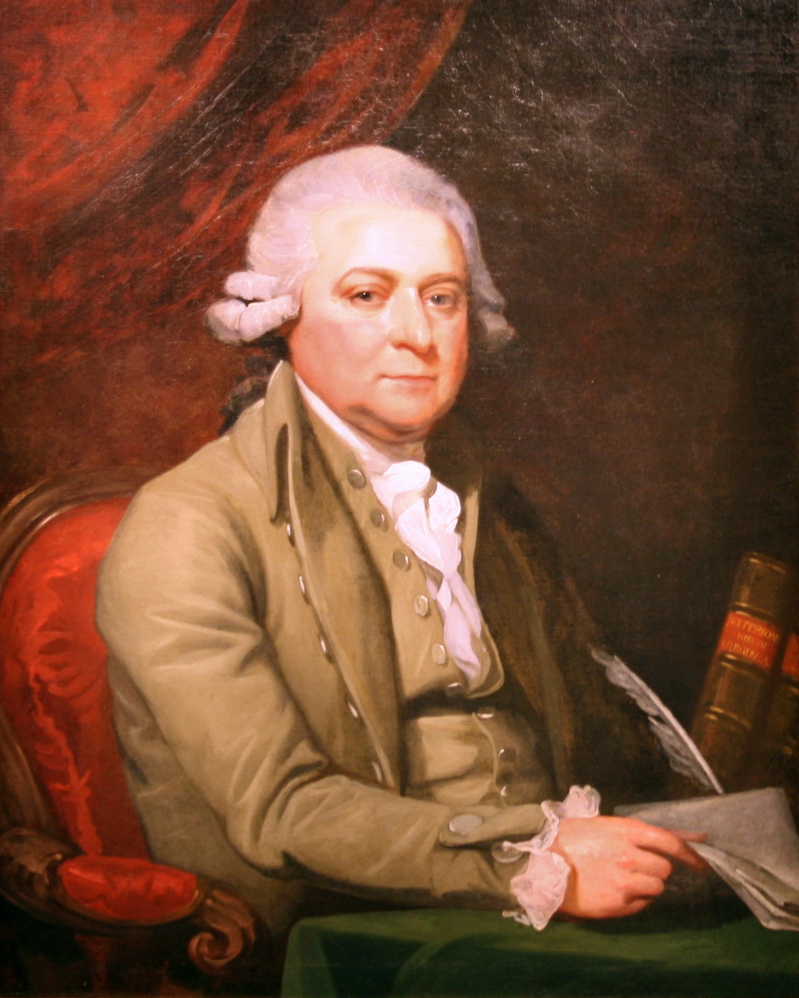
John Adams alelnök
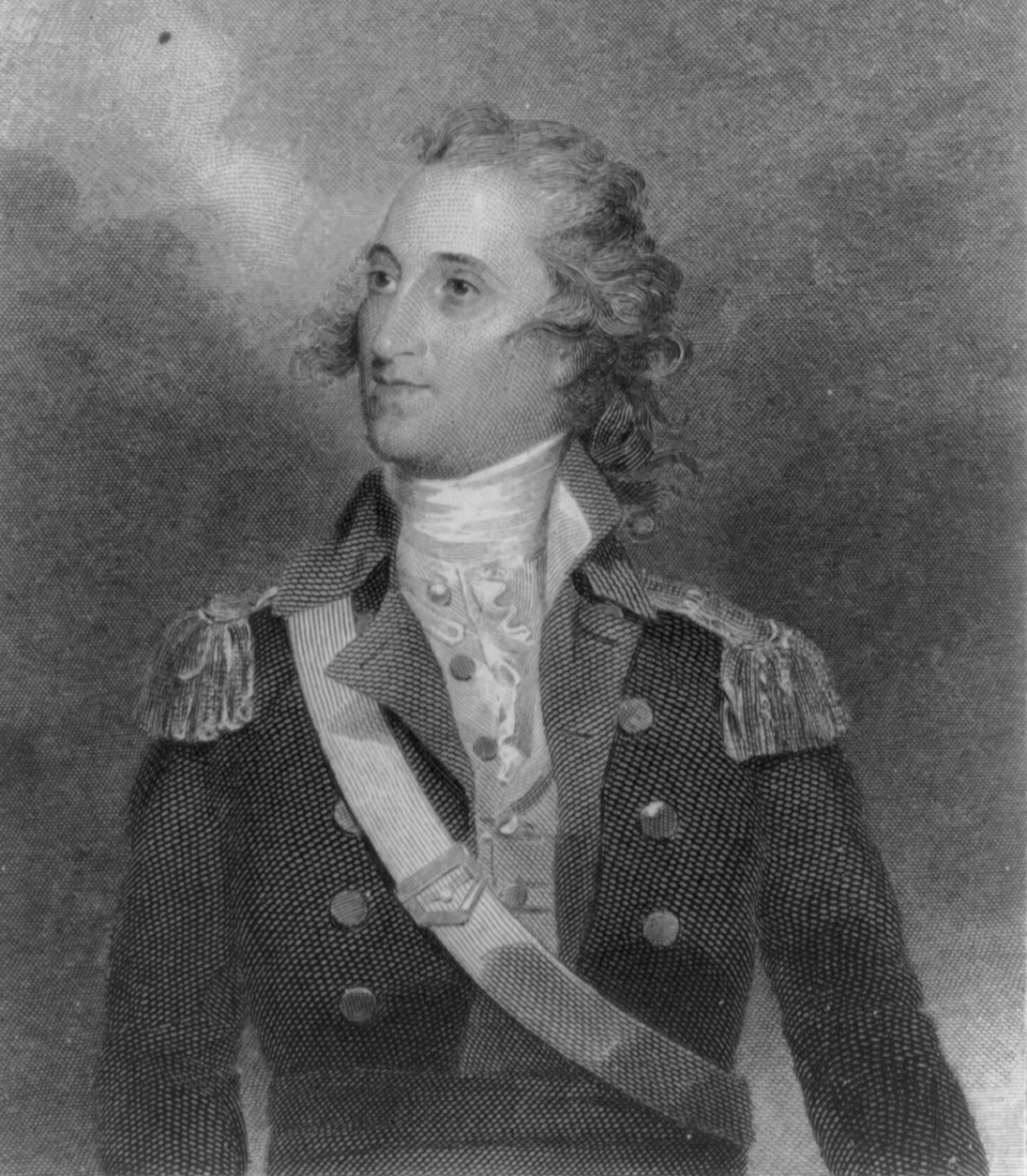
Thomas Pinckney, Dél-Karolina volt kormányzója
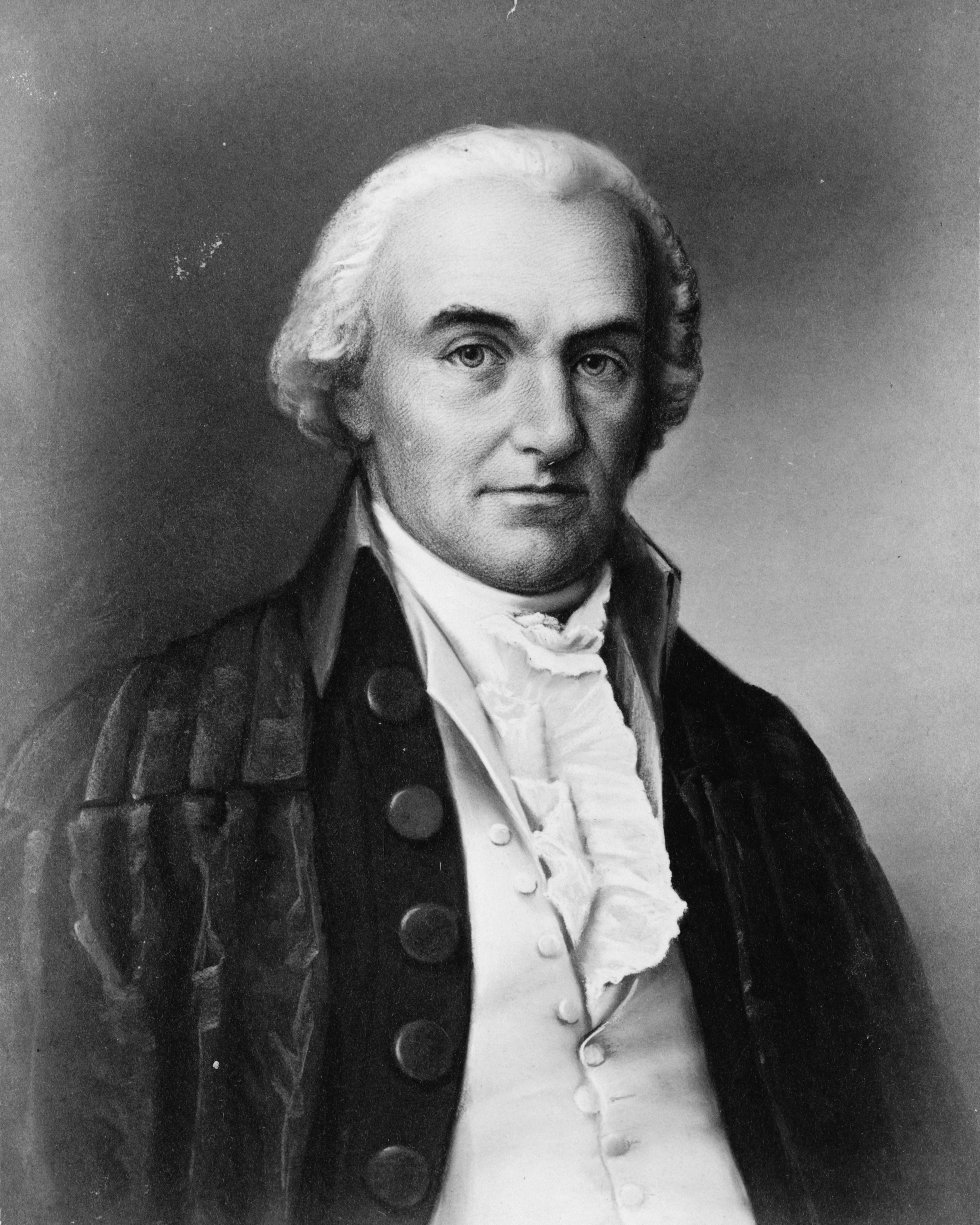
Oliver Ellsworth, a Legfelsőbb Bíróság főbírója
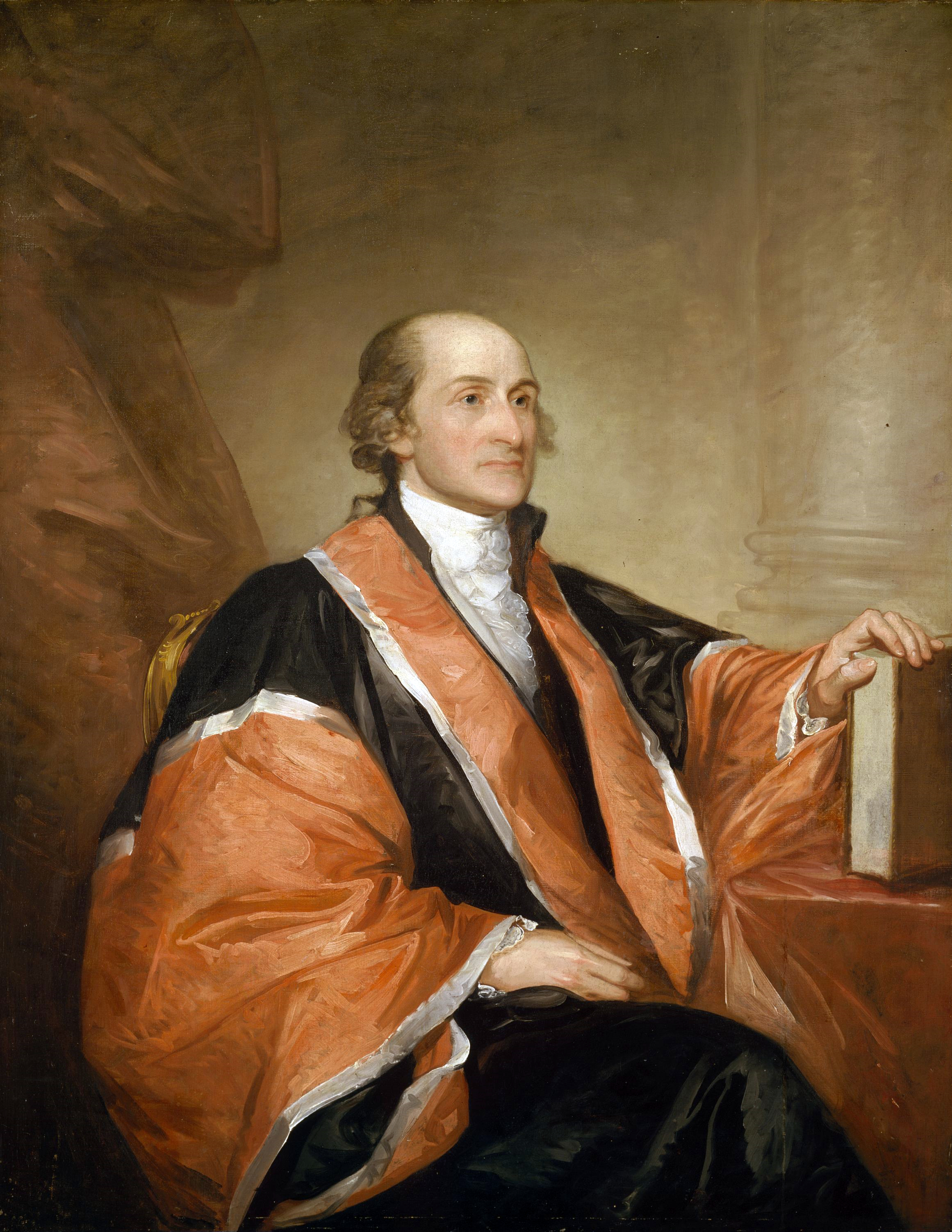
John Jay, New York kormányzója
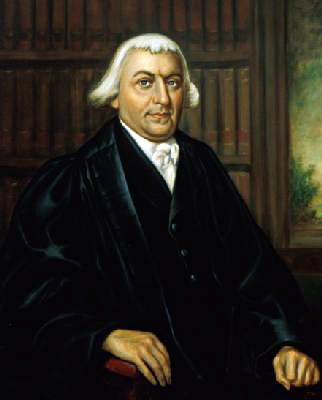
James Iredell, a Legfelsőbb Bíróság bírója
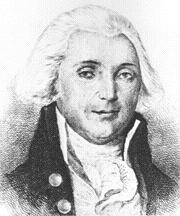
Samuel Johnston, Észak-Karolina volt szenátora
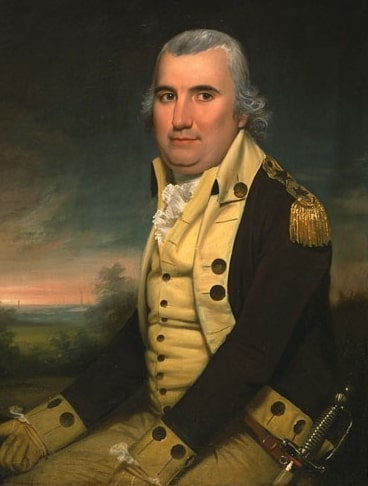
Charles Pinckney, franciaországi nagykövet

### Demokrata-Republikánus jelöltek
A demokrata-republikánusok Thomas Jefferson volt külügyminiszter mögött sorakoztak fel, aki James Madisonnal és másokkal alapította a pártot Hamilton politikájával szemben. Jefferson népszerűsége délen a legerősebb volt, a pártvezetők azt akarták, hogy egy északi jelölt Jefferson mellett induljon. A legnépszerűbbek az alelnökijelölésre északról Pierce Butler dél-karolinai szenátor és három New York-i: Aaron Burr szenátor, Robert R. Livingston kancellár és George Clinton volt kormányzó. A demokrata-republikánus vezetők egy csoportja 1796 júniusában ülésezett és megállapodtak abban, hogy Jeffersont támogatják az elnöknek, Burrt pedig alelnöknek.

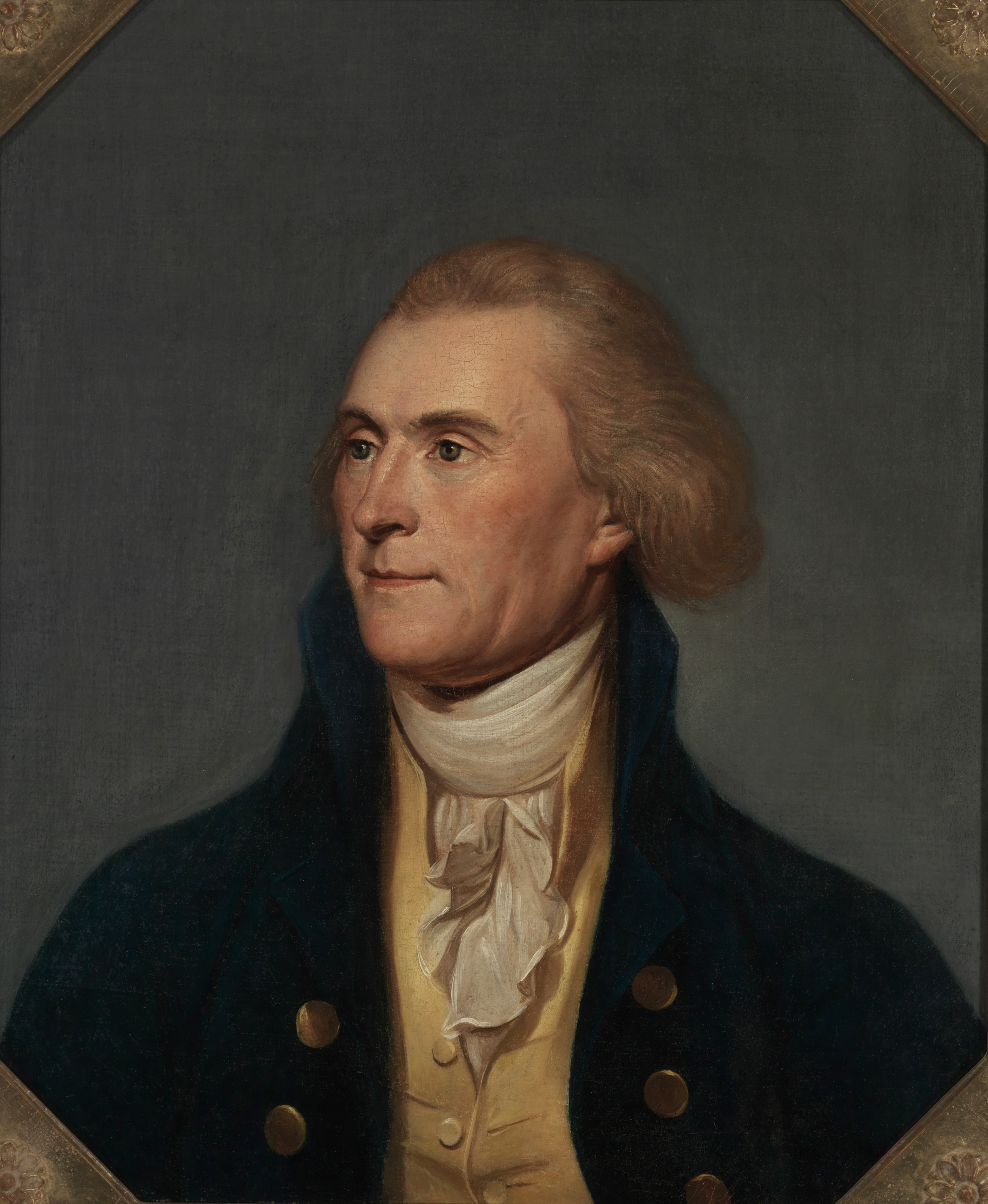
Thomas Jefferson volt államtitkár
Aaron Burr, New York szenátora
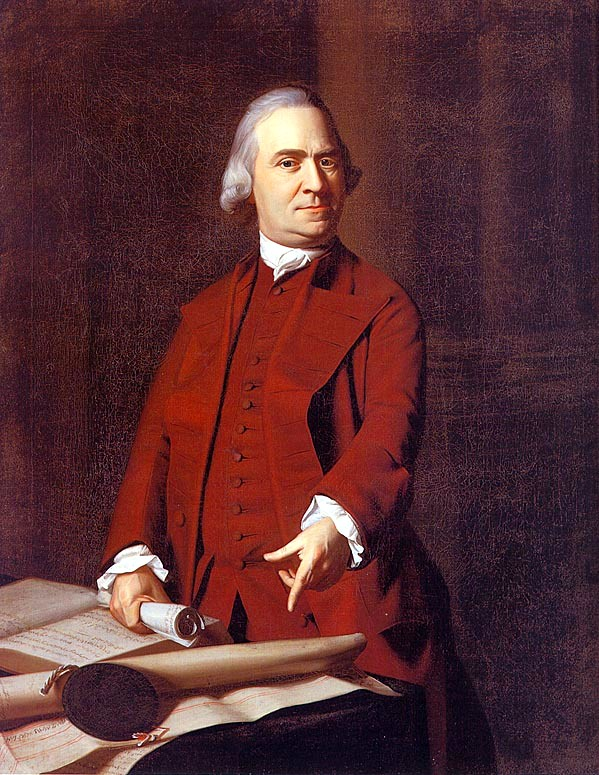
Samuel Adams, Massachusetts kormányzója
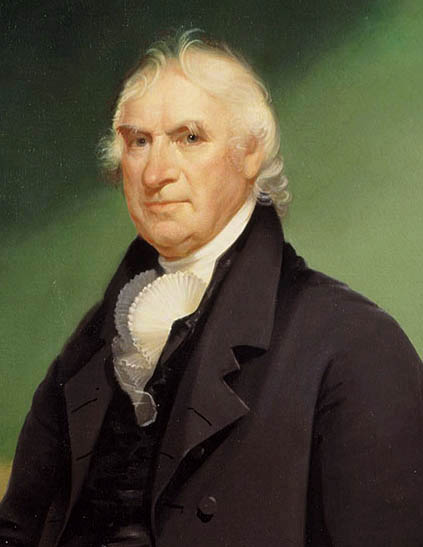
George Clinton, New York volt kormányzója

## Eredmények

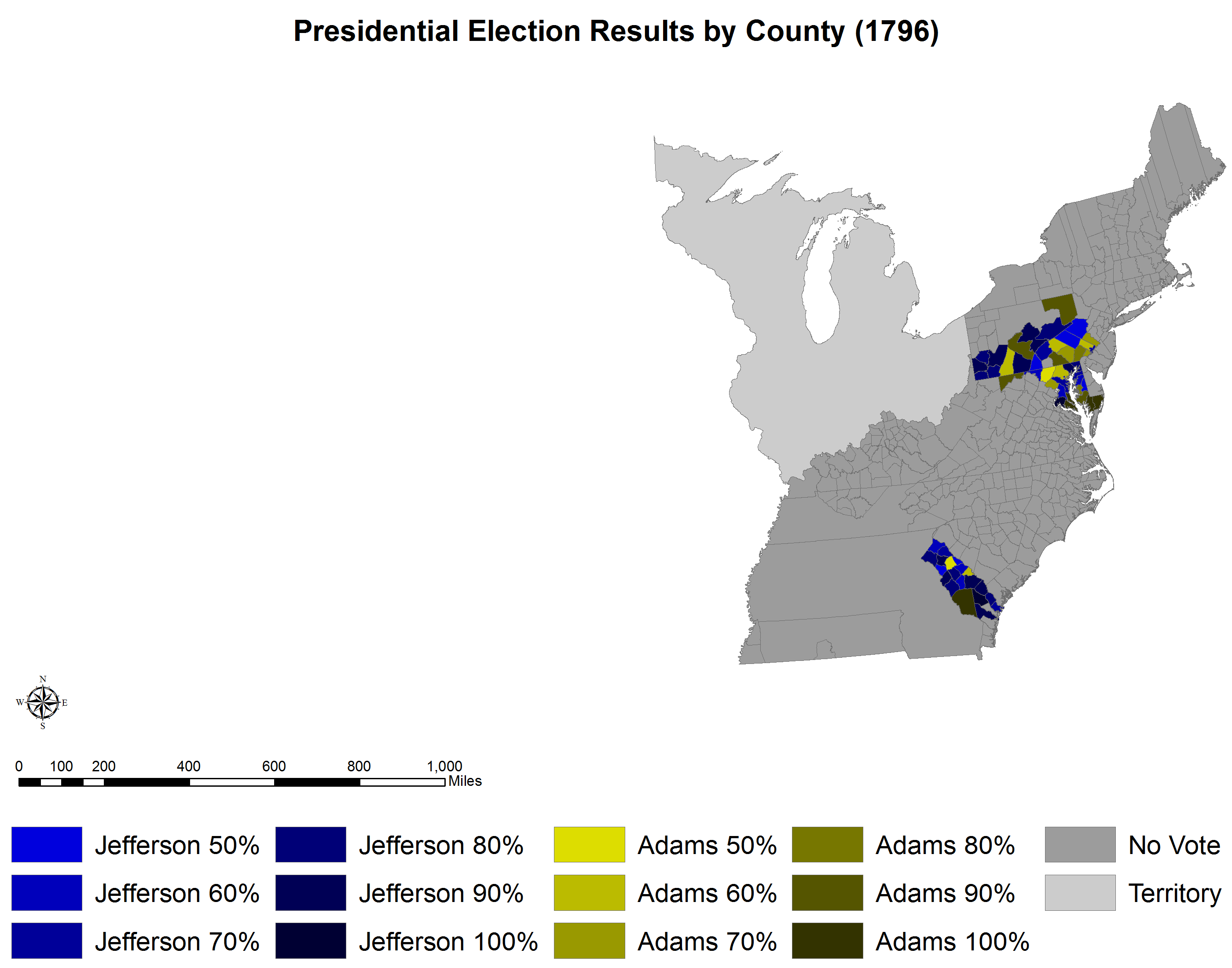
A választás eredményei megyénként

Tennessee-t az 1792-es választások után vették fel az Egyesült Államokba, 138 választóra emelve az elektori kollégiumot.
A tizenkettedik alkotmánymódosítás 1804-es ratifikálása előtt bevezetett rendszerben a választók két személyre szavaztak az elnöki posztra, az elnökválasztás második helyezettje lett az alelnök. Ha egyetlen jelölt sem érte el a szükséges 70 elektori szavazatot, akkor a képviselőház választott elnököt. A választási szavazatokat ugyanazon a napon adták le, azonban az államok közötti kommunikáció ekkor még olyan lassú volt, hogy több mint egy hónapba telt összeszámolni az eredményeket. Emellett pletykák is keringtek arról, hogy a Jefferson mellett álló déli választókat Hamilton arra kényszeríti, hogy második szavazatukat Pinckney-re adják le abban a reményben, hogy Adams helyett Pinckney-t választják elnöknek.
Adams és Jefferson összesen 139 elektori szavazatot kapott az elektori kollégium 138 tagjától. A föderalisták végig söpörtek minden államon a Mason-Dixon vonaltól északra, Pennsylvania kivételével. Azonban egy pennsylvaniai választó Adamsre szavazott. A demokrata-republikánusok vitték a legtöbb déli államot és választót, de a szavazók többsége Marylandban és Delawareban a föderalista jelöltre adták le voksukat, míg Észak-Karolina és Virginia egyaránt adott egy elektori szavazatot Adamsre.  
Országszerte a legtöbb választó Adamsre és egy másik föderalistára vagy Jeffersonra és egy másik demokrata-republikánusra szavazott, de számos kivétel is volt ez alól is. Egy marylandi választó Adamsre és Jeffersonra is szavazott, két választó pedig Washingtonra, aki nem kampányolt és nem is állt kapcsolatban egyik párttal sem. Pinckney nyerte meg az Adamsre szavazó választópolgárok többségének második szavazatát, de 21 új-angliai és marylandi választó második szavazatát más jelöltekre, köztük Oliver Ellsworth főbíróra adta le. Azok, akik Jeffersonra szavaztak, lényegesen kevésbé voltak egységesek a második választásban, bár Burr megnyerte e szavazatok sokaságát. Mind a nyolc választó Pinckney hazájában, Dél-Karolinában, valamint egy választó Pennsylvaniában leadta szavazatát Jeffersonra és Pinckney-re. Észak-Karolinában Jefferson 11 szavazatot szerzett, de a fennmaradó 13 szavazatot mindkét párt hat különböző jelöltje kapta meg. Virginiában a legtöbb szavazó Jeffersonra és Samuel Adams massachusettsi kormányzóra szavazott.
Végeredményként Adams 71 elektori szavazatot szerzett, eggyel többet, mint ami a győzelemhez szükséges. Ha a három Adamsre szavazók közül kettő Pennsylvaniában, Virginiában és Észak-Karolinában saját államukkal együtt szavazott volna Jeffersonra, akkor ő nyert volna. Jefferson 68 elektort kapott, kilenccel többet, mint Pinckney és alelnökké választották. Burr 30 szavazattal a negyedik helyen végzett. A fennmaradó 48 szavazatot kilenc másik jelölt kapta meg. Ha Pinckney megnyerte volna az összes új-angliai választó második szavazatát, akik Adamsre voksoltak, akkor elnökké választották volna.
| Elnökjelölt                   | Párt                          | Állam                         | Szavazatok                    | Szavazatok                    | Elektor szavazat |
| Elnökjelölt                   | Párt                          | Állam                         | Szavazat szám                 | Százalék                      | Elektor szavazat |
| ----------------------------- | ----------------------------- | ----------------------------- | ----------------------------- | ----------------------------- | ---------------- |
| John Adams                    | Föderalista Párt              | Massachusetts                 | 35 726                        | 53,4%                         | 71               |
| Thomas Jefferson              | Demokrata-Republikánus Párt   | Virginia                      | 31 115                        | 46,6%                         | 68               |
| Thomas Pinckney               | Föderalista Párt              | Dél-Karolina                  | –                             | –                             | 59               |
| Aaron Burr                    | Demokrata-Republikánus Párt   | New York                      | –                             | –                             | 30               |
| Samuel Adams                  | Demokrata-Republikánus Párt   | Massachusetts                 | –                             | –                             | 15               |
| Oliver Ellsworth              | Föderalista Párt              | Connecticut                   | –                             | –                             | 11               |
| George Clinton                | Demokrata-Republikánus Párt   | New York                      | –                             | –                             | 7                |
| John Jay                      | Föderalista Párt              | New York                      | –                             | –                             | 5                |
| James Iredell                 | Föderalista Párt              | Észak-Karolina                | –                             | –                             | 3                |
| George Washington             | Független                     | Virginia                      | –                             | –                             | 2                |
| John Henry                    | Föderalista Párt              | Maryland                      | –                             | –                             | 2                |
| Samuel Johnston               | Föderalista Párt              | Észak-Karolina                | –                             | –                             | 2                |
| Charles Pinckney              | Föderalista Párt              | Dél-Karolina                  | –                             | –                             | 1                |
| Teljes                        | Teljes                        | Teljes                        | 66 841                        | 100%                          | 276              |
| Ennyi szükséges a győzelemhez | Ennyi szükséges a győzelemhez | Ennyi szükséges a győzelemhez | Ennyi szükséges a győzelemhez | Ennyi szükséges a győzelemhez | 70               |

### Eredmények államonként
| Állam          | Állam | Jelölt   | Jelölt    | Jelölt      | Jelölt | Jelölt   | Jelölt    | Jelölt  | Jelölt | Jelölt  | Jelölt   | Jelölt     | Jelölt | Jelölt      |
| Á              | E     | J. Adams | Jefferson | T. Pinckney | Burr   | S. Adams | Ellsworth | Clinton | Jay    | Iredell | Johnston | Washington | Henry  | C. Pinckney |
| -------------- | ----- | -------- | --------- | ----------- | ------ | -------- | --------- | ------- | ------ | ------- | -------- | ---------- | ------ | ----------- |
| Connecticut    | 9     | 9        | 0         | 4           | 0      | 0        | 0         | 0       | 5      | 0       | 0        | 0          | 0      | 0           |
| Delaware       | 3     | 3        | 0         | 3           | 0      | 0        | 0         | 1       | 0      | 0       | 0        | 0          | 0      | 0           |
| Dél-Karolina   | 8     | 0        | 8         | 8           | 0      | 0        | 0         | 0       | 0      | 0       | 0        | 0          | 0      | 0           |
| Észak-Karolina | 12    | 1        | 11        | 1           | 6      | 0        | 0         | 0       | 0      | 3       | 0        | 1          | 0      | 1           |
| Georgia        | 4     | 0        | 4         | 0           | 0      | 0        | 0         | 4       | 0      | 0       | 0        | 0          | 0      | 0           |
| Kentucky       | 4     | 0        | 4         | 0           | 4      | 0        | 0         | 0       | 0      | 0       | 0        | 0          | 0      | 0           |
| Maryland       | 10    | 7        | 4         | 4           | 3      | 0        | 0         | 0       | 0      | 0       | 0        | 0          | 2      | 0           |
| Massachusetts  | 16    | 16       | 0         | 13          | 0      | 0        | 1         | 0       | 0      | 0       | 2        | 0          | 0      | 0           |
| New Hampshire  | 6     | 6        | 0         | 0           | 0      | 0        | 6         | 0       | 0      | 0       | 0        | 0          | 0      | 0           |
| New Jersey     | 7     | 7        | 0         | 7           | 0      | 0        | 0         | 0       | 0      | 0       | 0        | 0          | 0      | 0           |
| New York       | 12    | 12       | 0         | 12          | 0      | 0        | 0         | 0       | 0      | 0       | 0        | 0          | 0      | 0           |
| Pennsylvania   | 15    | 1        | 14        | 2           | 13     | 0        | 0         | 0       | 0      | 0       | 0        | 0          | 0      | 0           |
| Rhode Island   | 4     | 4        | 0         | 0           | 0      | 0        | 4         | 0       | 0      | 0       | 0        | 0          | 0      | 0           |
| Tennessee      | 3     | 0        | 3         | 0           | 3      | 0        | 0         | 0       | 0      | 0       | 0        | 0          | 0      | 0           |
| Vermont        | 4     | 4        | 0         | 4           | 0      | 0        | 0         | 0       | 0      | 0       | 0        | 0          | 0      | 0           |
| Virginia       | 21    | 1        | 20        | 1           | 1      | 15       | 0         | 3       | 0      | 0       | 0        | 1          | 0      | 0           |
| Teljes         | 138   | 71       | 68        | 59          | 30     | 15       | 11        | 7       | 5      | 3       | 2        | 2          | 2      | 1           |

### Népszavazás államonként
| Állam          | Adams  | Adams   | Jefferson | Jefferson |
|                | #      | %       | #         | %         |
| -------------- | ------ | ------- | --------- | --------- |
| Georgia        | 249    | 3.56%   | 6,200     | 96.44%    |
| Kentucky       | ?      | ?       | ?         | ?         |
| Maryland       | 7,029  | 51.99%  | 6,490     | 48.01%    |
| Massachusetts  | 5,247  | 100.00% | 0         | 0.00%     |
| New Hampshire  | 3,719  | 84.52%  | 681       | 15.48%    |
| Észak-Karolina | ?      | ?       | ?         | ?         |
| Pennsylvania   | 12,185 | 49.75%  | 12,306    | 50.25%    |
| Tennessee      | ?      | ?       | ?         | ?         |
| Virginia       | 1,722  | 31.64%  | 3,721     | 68.36%    |

### Szoros eredmények
A különbség 1% alatt volt:
1. Pennsylvania, 0.5% (121 votes)

A különbség 5% alatt volt:
1. Maryland, 3.98% (539 votes)

## Következmények
A következő négy év lett az első alkalom, amikor az elnök és az alelnök különböző pártokból származott. Ezenkívül még ehhez hasonló 1864-ben történt, mikor Abraham Lincoln második alelnöke, Andrew Johnson demokrata volt, Lincoln pedig az új Nemzeti Unió Párt jelöltjeként futott, nem szigorú republikánusként.
Jefferson alelnöki pozícióját Adams elnök megtámadására használta ki, hogy bejuthasson a Fehér Házba a következő választásokon. Adamst 1797. március 4-én iktatták be elnöknek.
1797. január 6-án William L. Smith dél-karolinai képviselő határozatot nyújtott be a képviselőházba arról az alkotmánymódosításról, amely lehetővé teszi, hogy az elnökválasztáson a választók kijelöljék, hogy kit elnöknek és kit alelnöknek szavaznak. Javaslatára azonban semmilyen intézkedést nem tettek, megalapozva az 1800-as holtpontra jutott választásokat.

## Az elektori kollégium tagjainak megválasztása
Az alkotmány 2. cikk 1. szakasza előírta, hogy az állami törvényhozások döntsenek a küldötteik megválasztásának módjáról. Az állami törvényhozások különböző módszereket alkalmaztak:
| Az elektorok megválasztásának módszere | Állam                                                                      |
| --- | -------------------------------------------------------------------------- |
| Minden választót az állami törvényhozás nevez ki | Connecticut Delaware New Jersey New York Rhode Island Dél-Karolina Vermont |
| Az állam választási körzetekre oszlik, körzetenként egy választót választanak az adott körzet választói                                                                                                 | Kentucky Maryland Észak-Karolina Virginia                                  |
| Minden választót a választópolgárok választanak | Georgia Pennsylvania                                                       |
| Két választót az állami törvényhozás választ, a többi fennmaradó választót a kongresszusi körzetek választják                                                                                           | Massachusetts                                                              |
| Minden választót a választópolgárok választanak, ha egyetlen jelölt sem szerzi meg a többséget, akkor az állami törvényhozás választja meg a legjobb jelöltet                                           | New Hampshire                                                              |
| - Az állam választási körzetekre oszlik, körzetenként egy választót választanak - Minden megye népszavazással választ küldöttet - A választót a körzetükben lévő megyék választási küldöttei választják | Tennessee                                                                  |

## Külső linkek
- Presidential Election of 1796: A Resource Guide from the Library of Congress
- Election of 1796 in Counting the Votes Archiválva 2015. január 13-i dátummal a Wayback Machine-ben.